# Pierre d'Ailly
Pierre d'Ailly (in latino Petrus Aliacensis o Petrus de Alliaco; Compiègne, 1350 – Avignone, 9 agosto 1420) è stato un cardinale, teologo, filosofo e astronomo francese.

## Biografia
Nato da una famiglia di agiata borghesia – il padre era macellaio – studiò all'Università di Parigi, borsista nel collegio di Navarra, dal 1364. Con lo Scisma d'Occidente del 1378, Pietro si fece conoscere pubblicando la sua Lettera di Leviatano, ove richiedeva la convocazione di un concilio che mettesse fine allo scisma. Dottore in teologia nel 1381, maestro nel collegio di Navarra nel 1384 e cappellano del re Carlo VI, divenne un personaggio influente; l'antipapa Clemente VII, per farsene un alleato, lo nominò cancelliere dell'Università parigina nel 1389, dove fu maestro, tra gli altri, di Jean Gerson, suo amico e successore presso l'università.
Pietro appoggiò l'antipapa Benedetto XIII ricevendone in cambio il vescovado di Puy nel 1395, il trasferimento a Cambrai nel 1396. Intervenne nel conflitto fra gli Armagnacchi e i Borgognoni, che gli impedirono l'ingresso nella capitale quando essi se ne impadronirono, devastandola, nel 1418.
Nominato (pseudo) cardinale nel 1411 dall'antipapa Giovanni XXIII, fu legato pontificio in Germania nel 1413 ma non esitò ad abbandonare il suo protettore durante il Concilio di Costanza (1414-1418) nel quale svolse un ruolo fondamentale, favorendo l'elezione di Martino V, riconosciuto unico papa e ottenendo la condanna a morte di Jan Hus, che considerò eretico e una minaccia per l'ordine sociale. Il nuovo papa lo fece, nel 1418, legato pontificio ad Avignone dove morì il 9 agosto 1420.
Accumulò numerose cariche ecclesiastiche. Aveva ottenuto dall'antipapa Benedetto XIII il diritto di cumulare i benefici che aveva con quelli futuri e giunse fino a quattordici benefici alla volta. Fu, successivamente o simultaneamente, canonico di Soissons e di Noyon, cantore di Noyon, cancelliere dell'Università di Parigi, canonico di Saint-Clément di Compiègne, canonico di Rouen, canonico di Bayeux, cantore di Rouen, tesoriere di Noyon e della Sainte-Chapelle di Parigi, vescovo di Puy, di Noyon, di Cambrai, di Limoges, di Orange, canonico di Cambrai. Pierre d'Ailly ebbe anche due benefici in Lorena, essendo dal 1413 al 1420 canonico e arcidiacono di Port nella chiesa di Toul, e, dal 1414, prevosto della Collegiata di Saint-Dié.

## Dottrina
Se l'importanza di Pierre d'Ailly è incontestabile nella storia del suo secolo, questa è minore al riguardo della storia della filosofia, anche se la sua opera è tuttora soltanto parzialmente edita e pertanto non ben nota. Scrittore infaticabile, gli si attribuiscono almeno 174 opere, fra trattati, lettere e sermoni.
Sul piano filosofico e teologico, Pierre d'Ailly è un rappresentante del nominalismo occamista dell'Università parigina del XIV secolo. La sua opera più interessante sotto questo profilo è il commento alle Sentenze di Pietro Lombardo, le Quæstiones super Sententias, nel quale egli passa al vaglio i dogmi della fede a un'analisi logica, appoggiandosi ai predecessori Guglielmo di Ockham, Jean de Mirecourt e Gregorio da Rimini. Riprende la distinzione tra la potenza assoluta divina – limitata però dal principio di non-contraddizione – e la sua potenza ordinata e conforme all'ordine del mondo stabilito da Dio stesso. Vi sono dunque evidenze assolute ed evidenze condizionate e sottomesse a un possibile intervento della divina potenza assoluta.
Secondo il d'Ailly, come il Dio biblico stipula un patto con il popolo d'Israele, così è ancora attraverso un patto che Dio s'impegna a regolare il mondo mediante leggi che lui stesso ha creato - in ciò consiste la sua potentia ordinata - leggi che egli tuttavia può mutare a suo piacimento - e in ciò sta la sua potentia absoluta - a dimostrazione della piena contingenza del mondo.
Ma la maggior parte dei suoi scritti si riferisce al Grande Scisma e alla riforma della Chiesa, come il Tractatus de materia concilii generatis, il Tractatus de reformatione Ecclesiaæ, il suo compendio all'opera di Ockam Dialogus de potestate papae, dove afferma il primato del concilio dei vescovi sul papa.
Pierre d'Ailly è anche autore di molti scritti di divulgazione scientifica, specialmente di cosmografia, tra i quali un'allora celebre opera di enciclopedia geografica – nella tradizione di quelle di Onorio di Autun e di Gossuino di Metz - l'Imago mundi, intorno al 1410, che gli valse la conferma della sua notorietà in occasione della scoperta del Nuovo Mondo: infatti, Cristoforo Colombo possedeva una copia dell'opera, consultata e annotata; nell'ottavo capitolo, il d'Ailly sostiene che l'Oceano Atlantico non sia di grande estensione, così che il genovese sembra essere stato incoraggiato nella preparazione dell'impresa.

### Astrologia

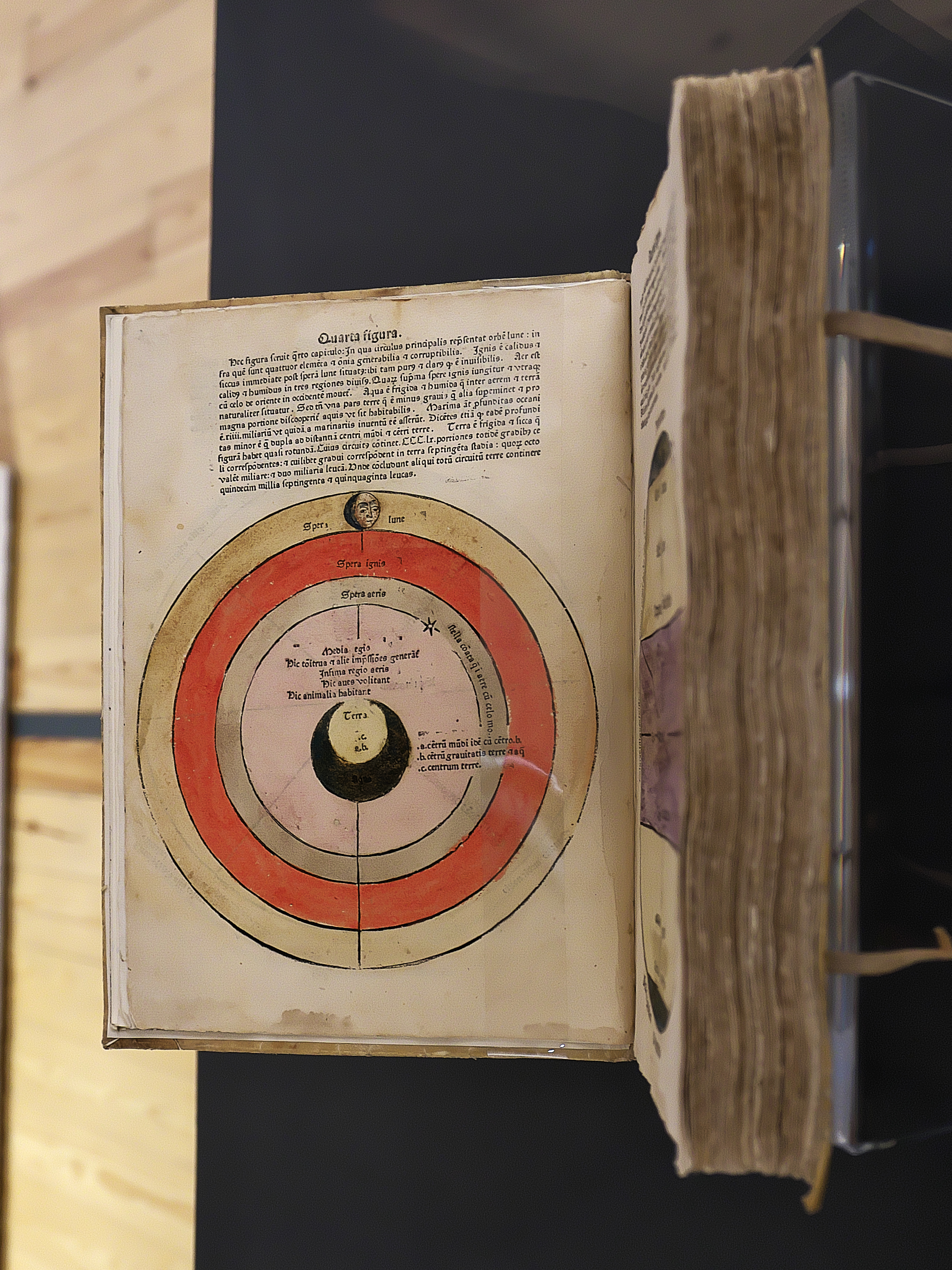
Edizione del Tractatus de Imagine Mundi di Pierre d'Ailly pubblicata da Johannes de Westfalia a Lovanio (1483 circa)

D'altra parte, a differenza del suo maestro Nicola d'Oresme e dell'allievo Jean Gerson, Pierre d'Ailly era convinto dell'esistenza di un'influenza degli astri sugli avvenimenti umani: egli si basò sulla dottrina delle grandi congiunzioni astrali per dimostrare la corrispondenza tra astrologia e storia e tra astrologia e teologia; il suo Tractatus de concordantia theologiae et astronomiae, composto a Toul nel 1414, tratta appunto dei rapporti tra astrologia e teologia.
L'interpretazione di alcuni passaggi di questi scritti astrologici gli valsero l'attribuzione della previsione della Riforma luterana e della Rivoluzione francese.
Nel dibattito sull'astrologia, Pierre d'Ailly mantiene una posizione sfumata. Ritiene che l'influsso degli astri non sia incompatibile con il libero arbitrio umano né con la potenza divina. Nel suo De concordia astronomice veritatis et narrationis historice, egli studia la concordanza dei moti astrali con lo sviluppo della storia. Considera soprattutto i pianeti Saturno, Giove e Marte, le cui congiunzioni sono molto rare; si produssero però nel 1346, precedendo di poco la terribile peste del 1348 che devastò tutta l'Europa.
Quanto alla congiunzione di Saturno con Giove sotto la costellazione dell'Ariete, essa ha luogo ogni 960 anni. Pierre d'Ailly scrisse che si sarebbe prodotta nel 1693. Il ciclo più corto è quello della rivoluzione di Saturno, che dura 30 anni, e Pierre d'Ailly fa corrispondere in particolare il ciclo di 10 rivoluzioni di Saturno – 300 anni – con importanti avvenimenti, che perciò si sarebbero verificati nell'889 e nel 1189. Annunciò grandi mutamenti nel 1489 e, a proposito dell'anno 1789, nota che: 
Pierre d'Ailly s'interessò anche della riforma del Calendario giuliano, proponendo di eliminare lo scarto esistente fra l'anno civile e quello astronomico ma, com'è noto, la riforma sarà attuata soltanto nel 1582 sotto papa Gregorio XIII.
Di lui restano anche lettere, sermoni in latino e in francese, e alcune opere poetiche.
Il cratere Aliacensis sulla Luna deriva il suo nome da Pierre d'Ailly.

## Opere

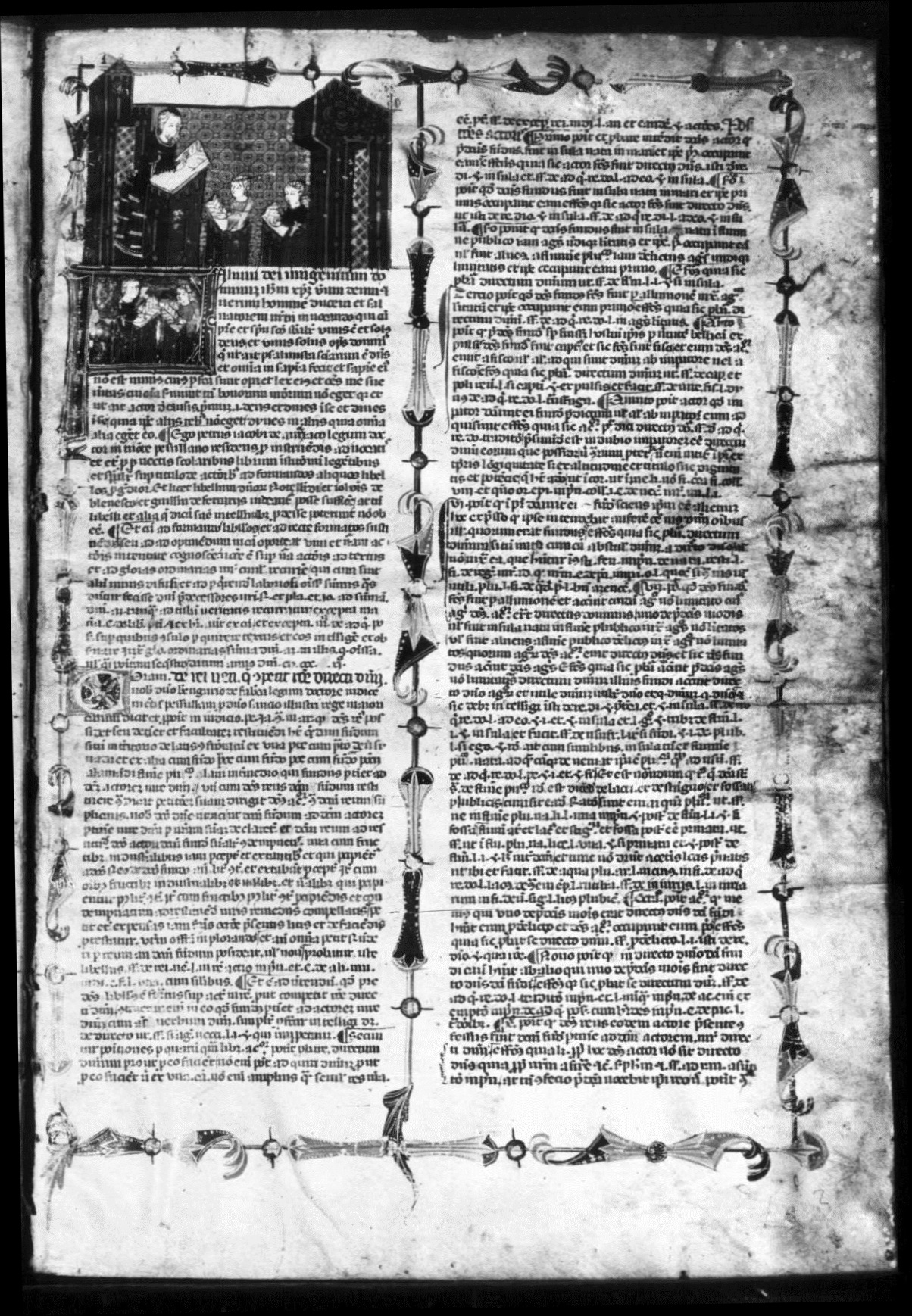
Manoscritto Lectura ad formandos libellos, Toledo, Biblioteca de la Catedral de Toledo.

- Expositio super Cantica Canticorum (Commento al Cantico dei Cantici),  Parigi 1483.
- Quaestiones super libros Sententiarum (1376-1377), ristampa anastatica dell'edizione del 1490: Frankfurt-am-Mein: Minerva, 1968.
- Petrus de Alliaco Questiones super primum, tertium et quartum librum Sententiarum. I: Principia et questio circa Prologum, cura et studio Monica Brinzei, Turnhout: Brepols, 2013.
- Imago mundi (1410).
- De concordia astronomice veritatis et narrationis historice (1414).
- Tractatus de concordantia theologie et astronomie (1414).
- Destructiones modorum significandi, in L. Kaczmarek (a cura di), Destructiones modorum significandi und ihre Destruktionen, Amsterdam: G. B. Grüner, 1994.
- Tractatus de anima, a cura di O. Pluta, in Die philosophische Psychologie des Peter von Ailly, Amsterdam: G. B. Grüner, 1987.
- Tractatus super De consolatione philosophiae, a cura di M. Chappuis, Amsterdam: G. B. Grüner, 1988.
- Conceptus et insolubilia Parigi, c. 1495.
- Concepts and Insolubles: An Annotated Translation, a cura di Paul Vincent Spade, Dordrecht: Reidel, 1980.
- Destructions modorum significandi. Conceptus et insolubilia, Lione, ca. 1490-1495.
- Tractatus exponibilium, Parigi, 1494.

### Manoscritti
- Lectura ad formandos libellos, Toledo, Biblioteca de la Catedral de Toledo, Manuscritos, 40-10, XIV secolo. URL consultato il 22 febbraio 2023.
- Iuris canonici opuscola varia, XV-XVI secolo, Milano, Biblioteca Ambrosiana, Fondo manoscritti, ms. H 231 inf.,  ff. 1r-304r.